# Sneaker Pimps
Sneaker Pimps est un groupe britannique de trip hop originaire d'Hartlepool. Créé en 1995, il est surtout connu pour son premier album, Becoming X, sorti en 1996, et notamment les singles 6 Underground, Spin Spin Sugar et Tesko Suicide issus de ce même album.
Le nom du groupe a été choisi à la suite d'un article des Beastie Boys publié dans leur magazine Grand Royal.

## Formation
- Chris Corner : guitare, synthétiseur, Programmation, chant
- Liam Howe : synthétiseur, programmation
- Simonne Jones : Synthétiseur, programmation, chant
- Janine Gezang : Synthétiseur, chant
- Ian Pickering : auteur de certains textes – cinquième membre non officiel du groupe[1]

### Anciens membres
- Kelli Dayton : chant – a quitté le groupe après la sortie du premier album. Poursuit désormais en solo sous le nom Kelli Ali.
- Joe Wilson (en) : guitare basse
- David Westlake : batterie

## Discographie

### Albums studio
- 1996 : Becoming X
- 1999 : Splinter
- 2002 : Bloodsport
- 2021 : Squaring The Circle

### Compilations
- 1998 : Becoming Remixed (Album de remixes)
- 2008 : The Complete Sneaker Pimps CD Singles Box Set

### Singles
- 1996 : Tesko Suicide
- 1996 : Roll On
- 1996 : 6 Underground
- 1997 : Spin Spin Sugar
- 1997 :  6 Underground (réédition)
- 1997 : Spin Spin Sugar Remixes (Seulement au format 12")
- 1997 : Post-Modern Sleaze
- 1999 : Low Five
- 1999 : Ten to Twenty
- 2002 : Sick
- 2002 : Bloodsport (Seulement au format 12")
- 2002 : Loretta Young Silks
- 2021 : Squaring The Circle

### Singles promotionnels
- 1996 : Firestarter
- 2002 : Kiro TV
- 2002 : M'Aidez